# Psicanalista per signora
Psicanalista per signora (Le Confident de ces dames) è un film del 1959 diretto da Jean Boyer.

## Trama
Giuliano Goberti è un mirabile veterinario di una piccola cittadina di provincia. Tutti i suoi clienti sono affascinati dai suoi modi brillanti di curare gli animali e qualche volta gli chiedono anche alcuni consigli medici per la propria salute. Le prescrizioni sono sempre le stesse: andare in campagna e respirare molta aria di montagna. Così Goberti si guadagna tutta la fama del paese e di quelli vicini, ma non sa che la dottoressa della cittadina è rimasta senza clienti. Un giorno i due s'incontrano e propongono di aiutarsi. Nel paese di Fegarolo vive infatti una vecchia contessa che dedica molta cura alle sue bestie, mentre il nipote spendaccione vuole far morire gli animali e la zia stessa per intascare l'eredità, consigliandole medicinali di bassa qualità. I due dottori intervengono, dando nuovamente coraggio all'anziana contessa, e allontanano definitivamente il crudele nipote affinché tutti possano stare felici e contenti una buona volta.